# Ochotona muliensis
A Pika-de-Muli (Ochotona muliensis) é um lagomorfo endêmico da China.